# Chrzypsko Wielkie (plaats)
Chrzypsko Wielkie is een dorp in het Poolse woiwodschap Groot-Polen, in het district Międzychodzki. De plaats maakt deel uit van de gemeente Chrzypsko Wielkie.

## Verkeer en vervoer
- Station Chrzypsko Wielkie